# إقليم روفوما
إقليم روفوما (باللغة السواحلية: Mkoa wa Ruvuma) هي واحدة من 31 إقليم إداري في تنزانيا. يغطي الإقليم مساحة قدرها 63,669 كيلومتر مربع (24,583 ميل مربع). الإقليم مماثل في الحجم لمساحة الأرض مجتمعة لدولة لاتفيا. ويحد الإقليم من الشمال إقليم موروغورو، ومن الشمال الشرقي إقليم ليندي، ومن الشرق إقليم متوارا، ومن الغرب بحيرة نياسا ومالاوي، ومن الشمال الغربي إقليم نجومبي. العاصمة الإقليمية هي بلدية سونجيا.
وفقًا للتعداد الوطني لعام 2012، بلغ عدد سكان الإقليم 1,376,891 نسمة، وهو أقل من توقعات ما قبل التعداد البالغة 1,449,830 نسمة. بالنسبة للفترة 2002-2012، كان متوسط معدل النمو السكاني السنوي في الإقليم والذي بلغ 2.1 بالمئة هو أعلى معدل عشرين في البلاد. وكانت أيضًا الإقليم الثامن والعشرين من حيث الكثافة السكانية حيث بلغ عدد سكانها 22 نسمة لكل كيلومتر مربع (57 ميل مربع).